# Evergestis subfuscalis
Evergestis subfuscalis là một loài bướm đêm trong họ Crambidae.